# Arcidiocesi di Baghdad

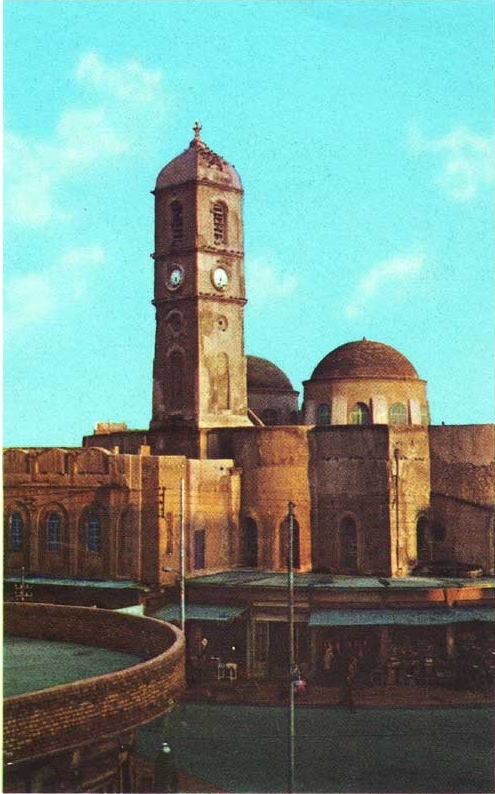
Chiesa latina di Mosul, anni ottanta del Novecento

L'arcidiocesi di Baghdad (in latino Archidioecesis Bagdathensis Latinorum) è una sede della Chiesa cattolica in Iraq immediatamente soggetta alla Santa Sede. Nel 2022 contava 500 battezzati. È retta dall'arcivescovo Jean Benjamin Sleiman.

## Territorio
L'arcidiocesi estende la sua giurisdizione su tutti i fedeli cattolici di rito latino dell'Iraq.
Sede arcivescovile è la città di Baghdad, dove si trova la cattedrale di San Giuseppe.
Il territorio è suddiviso in 3 parrocchie.

## Storia
La diocesi di Babilonia (o Baghdad) è stata eretta il 6 settembre 1632 e comprendeva quattro province della Mesopotamia: Baghdad, Bassora, Mosul ed Amid (l'attuale Diyarbakır nel Kurdistan turco).
La donazione di una facoltosa benefattrice francese, madame Ricouart, imponeva che il prelato titolare di Babilonia dei Latini fosse un francese, condizione questa che la Santa Sede, nelle sue scelte dopo il 1638, rispettò quasi sempre.
Con l'occupazione ottomana della Mesopotamia nel 1638, la residenza fu trasferita a Ispahan: spesso il vescovo era rappresentato a Baghdad da un vicario apostolico facente funzioni di amministratore apostolico. Dal 1719 al 1773 i vescovi ritornarono a risiedere a Baghdad. Da questa data e per quasi cinquant'anni la sede rimase vacante e solo nel 1820 si poté nominare un vescovo latino per la Mesopotamia.
La diocesi fu elevata ad arcidiocesi il 19 settembre 1848 con la bolla Romanorum Pontificum di papa Pio IX. Nel XIX secolo essa comprendeva i territori della Mesopotamia, del Kurdistan e dell'Armenia Minore. In queste terre l'arcivescovo di Baghdad svolgeva funzioni di delegato apostolico; inoltre per buona parte dell'Ottocento egli ricevette anche gli incarichi di amministratore apostolico dell'arcidiocesi di Ispahan in Persia e di rappresentante della Santa Sede presso il patriarcato di Babilonia dei Caldei.
Gli arcivescovi di Baghdad sono membri di diritto della Conferenza dei vescovi latini nelle regioni arabe.

## Cronotassi dei vescovi
Si omettono i periodi di sede vacante non superiori ai 2 anni o non storicamente accertati.
- Timoteo Perez Vargas, O.C.D. † (6 settembre 1632 - 5 settembre 1633 succeduto vescovo di Ispahan)
  - Giacomo Tonelli (Dimas della Santa Croce), O.C.D. † (4 marzo 1634 - ? dimesso) (vescovo eletto)
- Jean Duval (Bernardo di Santa Teresa), O.C.D. † (18 agosto 1638 - 10 aprile 1669 deceduto)[2]
  - Placide-Louis du Chemin, O.S.B. † (1642 - 10 aprile 1669) (vicario apostolico)
- Placide-Louis du Chemin, O.S.B. † (10 aprile 1669 succeduto - 26 gennaio 1683 deceduto)[3]
  - François Piquet † (31 luglio 1675 - 26 gennaio 1683) (vicario apostolico)
- François Piquet † (26 gennaio 1683 succeduto - 25 agosto 1685 deceduto)
- Louis-Marie Pidou de Saint-Olon, C.R. † (24 novembre 1687 - 20 novembre 1717 deceduto)
- Dominique Marie Varlet † (17 settembre 1718 - 14 maggio 1742 deceduto)[4]
  - Joseph Marie de Jésus, O.C.D. † (14 giugno 1721 - 1728 dimesso) (vicario apostolico)
  - Bernardo Maria di Gesù, O.C.D. † (6 agosto 1728 - 11 maggio 1733 nominato vescovo di Lipari) (vicario apostolico)
  - Emmanuel Balliet di Sant'Alberto, O.C.D. † (1733 - 26 novembre 1742) (vicario apostolico)
- Emmanuel Balliet di Sant'Alberto, O.C.D. † (26 novembre 1742 - 3 aprile 1773 deceduto)
- Jean-Baptiste Miroudot du Bourg, O.Cist. † (15 aprile 1776 - 13 aprile 1791 sollevato)[5]
  - Fulgenzio di Santa Maria, O.C.D. † (16 settembre 1794 - 28 agosto 1803 deceduto) (vicario apostolico)
  - Georg Kaspar (Wolfgang vom heiligen Josef) Bock, O.C.D. † (17 aprile 1804 - 24 settembre 1805 dimesso) (vicario apostolico)
  - Saverio (Biagio di San Matteo) Francesco, O.C.D. † (27 novembre 1807 - 15 maggio 1813 dimesso) (vicario apostolico)
  - Antonio (Vincenzo della Concezione) Prandi, O.C.D. † (15 maggio 1813 - 26 gennaio 1816 dimesso) (vicario apostolico)
  - Felice (Sigismondo di San Carlo) Piazza, O.C.D. † (6 febbraio 1816 - ? dimesso)[6] (vicario apostolico)
- Pierre-Alexandre Coupperie † (2 maggio 1820 - 26 aprile 1831 deceduto)
- Pierre-Dominique-Marcellin Bonamie, SS.CC. † (4 maggio 1832 - 13 febbraio 1835 nominato arcivescovo di Smirne)[7]
- Marie-Laurent Trioche † (14 marzo 1837 - 28 novembre 1887 deceduto)[8]
  - Henri-Marie Amanton, O.P. † (10 marzo 1857 - 1865 dimesso) (amministratore apostolico)
  - Nicolás Castells, O.F.M.Cap. † (19 giugno 1866 - 7 settembre 1873 deceduto) (amministratore apostolico)
  - Eugène-Louis-Marie Lion, O.P. † (3 marzo 1874 - 8 agosto 1883 deceduto) (amministratore apostolico)
  - Henri-Victor Altmayer, O.P. † (4 aprile 1884 - 27 novembre 1887) (amministratore apostolico)
- Henri-Victor Altmayer, O.P. † (27 novembre 1887 succeduto[9] - 23 agosto 1902 dimesso[10])
- Désiré-Jean Drure, O.C.D. † (7 novembre 1902 - 28 maggio 1917 deceduto)
  - Adrian Smets † (1º giugno 1919 - 1921 dimesso) (amministratore apostolico)
- François de Berré, O.P. † (9 agosto 1921 - 4 maggio 1929 deceduto)
  - Sede vacante (1929-1939)
- Armand-Etienne M. Blanquet du Chayla, O.C.D. † (1º aprile 1939 - 17 settembre 1964 dimesso[11])
- Paul-Marie-Maurice Perrin † (2 agosto 1965 - 16 gennaio 1970 nominato pro-nunzio apostolico in Etiopia[12])
  - Sede vacante (1970-1972)
- Ernest-Marie de Jésus-Hostie Charles Albert Nyary, O.C.D. † (23 marzo 1972 - 30 maggio 1983 ritirato)
- Paul Dahdah, O.C.D. (30 maggio 1983 - 30 luglio 1999 nominato vicario apostolico di Beirut[13])
- Jean Benjamin Sleiman, O.C.D., dal 29 novembre 2000

## Statistiche
L'arcidiocesi nel 2022 contava 500 battezzati.
| anno | popolazione | popolazione | popolazione | presbiteri | presbiteri | presbiteri | presbiteri                | diaconi | religiosi | religiosi | parrocchie |
| anno | battezzati  | totale      | %           | numero     | secolari   | regolari   | battezzati per presbitero | diaconi | uomini    | donne     | parrocchie |
| ---- | ----------- | ----------- | ----------- | ---------- | ---------- | ---------- | ------------------------- | ------- | --------- | --------- | ---------- |
| 1949 | 1.015       | 5.000.000   | 0,0         | 42         |            | 42         | 24                        |         | 50        | 124       | 3          |
| 1970 | 2.000       | 8.150.000   | 0,0         | 21         |            | 21         | 95                        |         | 21        | 52        | 3          |
| 1980 | 3.500       | ?           | ?           | 15         |            | 15         | 233                       |         | 15        | 40        | 3          |
| 1990 | 3.500       | ?           | ?           | 14         |            | 14         | 250                       |         | 15        | 149       | 3          |
| 1999 | 3.000       | ?           | ?           | 10         |            | 10         | 300                       |         | 11        | 175       | 3          |
| 2000 | 2.500       | ?           | ?           | 12         |            | 12         | 208                       |         | 12        | 179       | 3          |
| 2001 | 2.500       | ?           | ?           | 11         |            | 11         | 227                       |         | 14        | 155       | 3          |
| 2002 | 2.500       | ?           | ?           | 11         |            | 11         | 227                       |         | 13        | 160       | 3          |
| 2003 | 2.000       | ?           | ?           | 12         |            | 12         | 166                       |         | 15        | 165       | 3          |
| 2004 | 2.000       | ?           | ?           | 14         |            | 14         | 142                       | 1       | 20        | 182       | 3          |
| 2005 | 2.000       | ?           | ?           | 14         |            | 14         | 142                       |         | 15        | 175       | 3          |
| 2006 | 2.500       | ?           | ?           | 14         |            | 14         | 178                       |         | 14        | 177       | 3          |
| 2012 | 1.000       | ?           | ?           | 16         |            | 16         | 62                        |         | 18        | 163       | 3          |
| 2015 | 250.000     | ?           | ?           | 11         |            | 11         | 22.727                    |         | 13        | 171       | 3          |
| 2018 | 300.000     | ?           | ?           | 14         |            | 14         | 21.428                    |         | 14        | 132       | 2          |
| 2020 | 307.800     | ?           | ?           | 12         | 1          | 11         | 25.650                    |         | 11        | 124       | 3          |
| 2022 | 500         | ?           | ?           | 13         | 1          | 12         | 38                        |         | 24        | 110       | 3          |